# Lioubov Iegorova (danseuse)
Pour les articles homonymes, voir Lioubov Iegorova et Iegorov.
Lioubov Nikolaïevna Iegorova (en russe : Любовь Николаевна Егорова), princesse Nikita Troubetzkoy, est une danseuse étoile d'origine russe née à Saint-Pétersbourg le 8 août 1880 et morte à Paris le 18 juillet 1972.

## Biographie
Lioubov Iegorova naît hors mariage d'une mère fille de marchands de Tsarskoïe Selo. Elle est formée à l'école impériale de théâtre de Saint-Pétersbourg et travaille avec Enrico Cecchetti, Ekaterina Vazem et Anna Johansson. Après son diplôme en 1898, elle est engagée comme coryphée au Ballet impérial du Théâtre Mariinsky. Elle débute dans le pas de trois du Lac des cygnes (avec Julie Sedova et Fokine); elle devient prima ballerina en 1914. Elle fait ses adieux à la scène du Mariinsky le 22 janvier 1917 dans Le Lac des cygnes, puis quitte la Russie en pleine révolution par la Finlande et s'installe à Paris avec son mari épousé le 1er novembre 1917, le prince Nikita Sergueïevitch Troubetskoï (Troubetzkoy), colonel de la garde (1877-1963).
Son rôle de Myrtha dans Giselle en 1914 avait à l'époque attiré l'attention de Diaghilev qui la prend en 1921 dans le rôle de la Princesse Florine dans La Belle au bois dormant (ballet monté par lui en 1918). Elle danse pour les Ballets russes jusqu'en 1923, interprétant par exemple Aurore en 1921 dans La Belle au bois dormant donnée à Londres.
Elle ouvre sa propre école de danse de 1923 à 1968 à Paris, au n° 15 de la rue de La Rochefoucauld, prenant aussi bien de jeunes élèves que des danseurs souhaitant se perfectionner, et fonde en 1937 la compagnie des Ballet de la Jeunesse (ru) (1937-1939), composée de ses élèves. Elle devient chevalier de l'Ordre des Arts et des Lettres en 1964. Très grand professeur, Lioubov Iegorova a formé de nombreux danseurs, comme Serge Lifar, Léonide Massine, Anton Dolin, Youly Algaroff, André Eglevsky, Roland Petit, Janine Charrat, Yvette Chauviré, Lycette Darsonval, Pierre Lacotte, Maurice Béjart, Solange Schwarz, Wilfride Piollet, George Skibine, Nini Theilade, Nina Vyroubova, Tatiana Leskova , Claude Bessy, Ethery Pagava et même des amatrices, comme Zelda Fitzgerald qui décrivit ses leçons auprès de « Madame » en 1925, dans son roman Accordez-moi cette valse. Elle eut aussi comme élève Lucia Joyce, fille de l'écrivain irlandais James Joyce.
Pendant l'Occupation et après la guerre, elle demeure à Clamart aux portes de Paris. Mais à cause de mauvaises opérations financières, sa petite maison est saisie. Ruinée, elle meurt dans une maison de retraite en 1972. Elle est enterrée au cimetière russe de Sainte-Geneviève-des-Bois.